# 烏爾波·西武拉
烏爾波·西武拉（芬蘭語：Urpo Sivula，1988年3月15日—）是一位芬蘭排球運動員。他曾經效力於土耳其球隊加拉塔薩雷排球俱樂部。他也代表芬蘭國家男子排球隊參賽。